# Urbain Le Verrier
Urbain Jean Joseph Le Verrier (ur. 11 marca 1811 w Saint-Lô w Normandii; zm. 23 września 1877 w Paryżu) – francuski astronom i matematyk, dyrektor Paryskiego Obserwatorium Astronomicznego, profesor École polytechnique i Sorbony. Członek Francuskiej Akademii Nauk i Towarzystwa Królewskiego w Londynie (ang. Royal Society), laureat Medalu Copleya (1846) oraz dwóch Złotych Medali Królewskiego Towarzystwa Astronomicznego (1868 i 1876).
Le Verrier jest znany głównie z osiągnięć w mechanice nieba:
- przewidział istnienie Neptuna – niezależnie od J.C. Adamsa – doprowadzając do odkrycia tej planety;
- badał ruch peryhelium w orbicie Merkurego. Jego wyjaśnienie tego zjawiska przez hipotetyczną planetę Wulkan okazało się fałszywe, ale i tak wywarło duży wpływ na fizykę. Falsyfikacja tej koncepcji doprowadziła do rewizji teorii grawitacji Newtona – w XX w. stała się jednym z dowodów ogólnej teorii względności Einsteina.

Zasługi Le Verriera uwieczniono nazewnictwem kilku obiektów astronomicznych, napisem na Wieży Eiffla, postawieniem mu co najmniej dwóch pomników oraz francuskim banknotem.

## Życiorys

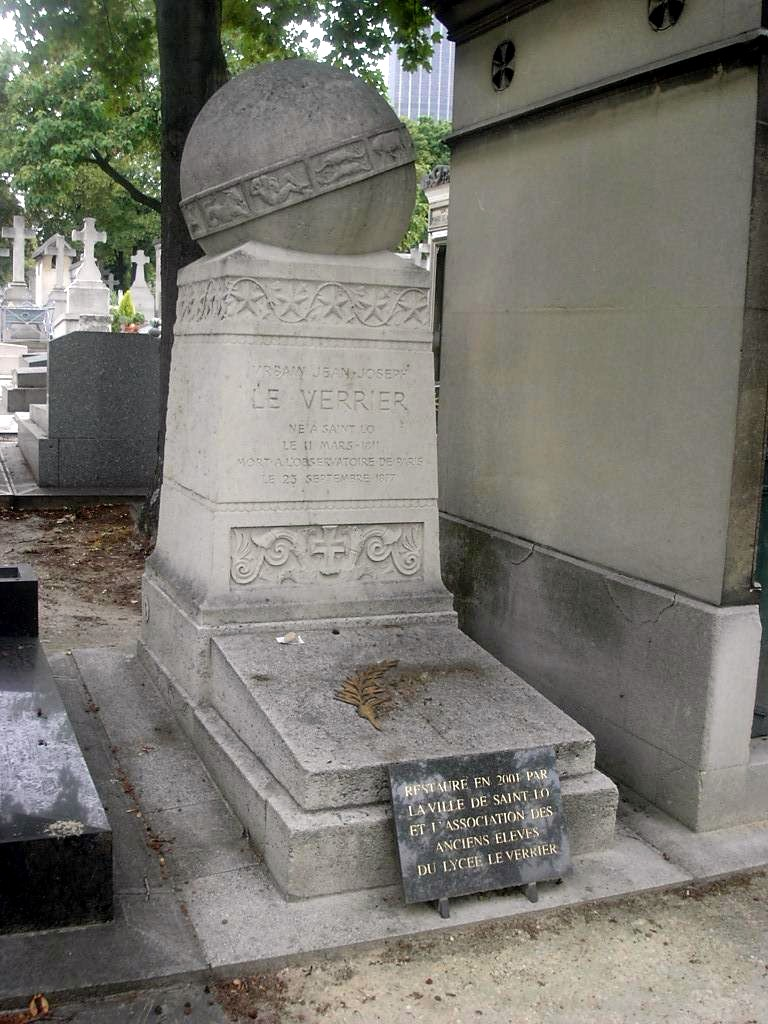
Grób Le Verriera na paryskim Cmentarzu Montparnasse

W 1833 roku ukończył Politechnikę w Paryżu, po czym w latach 1837–1846 wykładał na niej astronomię. W roku 1846 został kierownikiem specjalnie dla niego utworzonej katedry mechaniki nieba w Uniwersytecie Paryskim, a w 1849 roku – kierownikiem katedry astronomii.
Od 1846 roku był profesorem uniwersytetu w Paryżu. W latach 1854–1870 oraz 1873–1877 był dyrektorem obserwatorium w Paryżu. W 1846 roku na podstawie analizy perturbacji orbity Urana przewidział istnienie Neptuna, a następnie obliczył parametry orbity tej nieznanej wówczas planety. Swoje prace przedstawił niezależnie od angielskiego astronoma Johna C. Adamsa. W tym samym roku niemiecki astronom Johann Galle na podstawie obliczeń Urbaina Le Verriera w ciągu godziny odnalazł Neptuna. W 1848 roku za to odkrycie zarówno Adamsowi, jak i Le Verrierowi, przyznano Złoty Medal Królewskiego Towarzystwa Astronomicznego. Samodzielnie ten medal otrzymał dopiero w roku 1868 oraz ponownie w 1876.
Innym ważnym dokonaniem Urbaina Le Verriera było wykazanie w 1859 roku, że powolny ruch peryhelium Merkurego nie może być w pełni wyjaśniony na gruncie ówcześnie obowiązującej mechaniki newtonowskiej oddziaływaniem perturbacyjnym wszystkich znanych wtedy planet. W związku z tym postulował istnienie Wulkana, planety obiegającej Słońce wewnątrz orbity Merkurego. Taka planeta nie istnieje, a ruch peryhelium Merkurego wytłumaczyła dopiero ogólna teoria względności Alberta Einsteina.
Od 1847 roku był zagranicznym członkiem brytyjskiego Royal Society.

## Hołd
Na cześć uczonego nazwano:

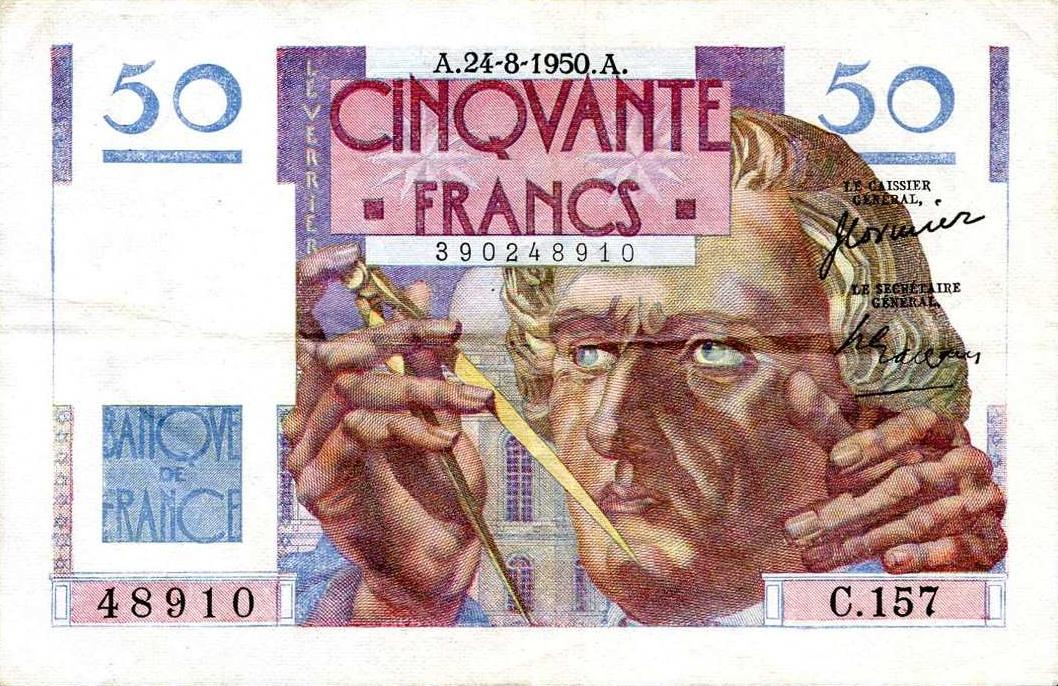
Francuski banknot 50-frankowy – egzemplarz z 1950 roku

- kratery występujące na Księżycu i na Marsie,
- drugi licząc od Neptuna z pierścieni tej planety (1989 N2R ('Leverrier')),
- jedną z planetoid: (1997) Leverrier.

Jego nazwisko pojawiło się na liście 72 nazwisk na wieży Eiffla.